# Marathon van Nagoya 1997
De marathon van Nagoya 1997 werd gelopen op zondag 9 maart 1997. Het was de 18e editie van de marathon van Nagoya. Alleen vrouwelijke elitelopers mochten aan de wedstrijd deelnemen. De Russische Madina Biktagirova kwam als eerste over de streep in 2:29.30.

## Uitslagen
| rang   | naam               | land | tijd    |
| ------ | ------------------ | ---- | ------- |
| Goud   | Madina Biktagirova | RUS  | 2:29.30 |
| Zilver | Hiromi Suzuki      | JPN  | 2:29.36 |
| Brons  | Takako Tobise      | JPN  | 2:29.37 |
| 4      | Ari Ichihashi      | JPN  | 2:29.50 |
| 5      | Miina Ogawa        | JPN  | 2:30.20 |
| 6      | Mitsuko Hirose     | JPN  | 2:30.39 |
| 7      | Hiromi Sato        | JPN  | 2:30.44 |
| 8      | Mayumi Nagamori    | JPN  | 2:31.49 |
| 9      | Kayoko Obata       | JPN  | 2:32.01 |
| 10     | Alina Ivanova      | RUS  | 2:32.05 |
| 11     | Mariko Yoshikawa   | JPN  | 2:32.09 |
| 12     | Miki Tanaka        | JPN  | 2:32.42 |
| 13     | Claudia Lokar      | GER  | 2:32.54 |
| 14     | Shiki Sekiuchi     | JPN  | 2:33.32 |
| 15     | Chihiro Tanaka     | JPN  | 2:33.34 |
| 16     | Eiko Yamazaki      | JPN  | 2:34.05 |
| 17     | Hiroko Kinuki      | JPN  | 2:34.18 |
| 18     | Shigemi Matsumoto  | JPN  | 2:34.23 |
| 19     | Naoko Kishida      | JPN  | 2:34.24 |
| 20     | Midori Shimozono   | JPN  | 2:34.45 |
| 21     | Toshiko Mori       | JPN  | 2:34.57 |
| 22     | Michiko Onuki      | JPN  | 2:35.27 |
| 23     | Fusai Okamoto      | JPN  | 2:37.11 |
| 24     | Yukiko Sano        | JPN  | 2:37.26 |
| 25     | Shoko Kawashima    | JPN  | 2:38.10 |

1984 ·
1985 ·
1986 ·
1987 ·
1988 ·
1989 ·
1990 ·
1991 ·
1992 ·
1993 ·
1994 ·
1995 ·
1996 ·
1997 ·
1998 ·
1999 ·
2000 ·
2001 ·
2002 ·
2003 ·
2004 ·
2005 ·
2006 ·
2007 ·
2008 ·
2009 ·
2010 ·
2011 ·
2012 ·
2013 ·
2014 ·
2015 ·
2016 ·
2017